# Station Bromley South
Bromley South is een spoorwegstation van National Rail in Bromley in het zuidoosten van Groot-Londen, Engeland. Het station is eigendom van Network Rail en wordt beheerd door Southeastern.